# Elvira López
Elvira López, född 1871, död 1956, var en argentinsk feminist.  
Hon blev 1904 en av grundarna till Asociación de Mujeres Universitarias Argentinas, en pionjärorganisation inom den argentinska kvinnorörelsen som blev känd för sin kampanj för kvinnlig rösträtt.